# Andrea D’Aquino
Andrea D’Aquino (* 2. Juni 1979 in Novara) ist ein ehemaliger italienischer Triathlet.

## Werdegang
Andrea D’Aquino begann 1997 mit Triathlon. Er startete in Frankreich beim Grand Prix de Triathlon für den Club St. Jean de Monts Vendee Triathlon.
Seine beste internationale Platzierung erreichte er bislang im August 2005 mit dem siebten Rang bei der Europameisterschaft auf der Kurzdistanz in Lausanne. 2006 gewann er den Kalterer See Triathlon und 2012 konnte er diesen Erfolg wiederholen.
Auch sein drei Jahre jüngerer Bruder Emilio D’Aquino (Junioren-Vizeweltmeister 2001) war bis 2010 als Triathlet aktiv. Seit 2012 tritt Andrea D’Aquino nicht mehr international in Erscheinung. Er ist als Coach tätig und betreut u. a. Ilaria Zane und Gianluca Pozzatti.

## Sportliche Erfolge
| Datum/Jahr    | Rang | Wettbewerb                           | Austragungsort | Zeit     | Bemerkung                                                                                   |
| ------------- | ---- | ------------------------------------ | -------------- | -------- | ------------------------------------------------------------------------------------------- |
| 2. Sep. 2012  | 1    | TriStar111 Monaco                    | Monaco         | 03:43:18 | Sieger – neben der Österreicherin Lisa Hütthaler bei den Frauen                             |
| 5. Mai 2012   | 1    | Kalterer See Triathlon               | Kalterer See   | 01:52:41 |                                                                                             |
| 17. Apr. 2011 | 40   | ITU Triathlon World Cup              | Ishigaki       | 01:53:28 |                                                                                             |
| 13. Nov. 2010 | 10   | ETU Triathlon Premium European Cup   | Eilat          | 01:55:47 |                                                                                             |
| 24. Okt. 2010 | 2    | ETU Triathlon Premium European Cup   | Alanya         | 01:43:31 |                                                                                             |
| 12. Juli 2009 | 36   | ITU World Championship Series 2010   | Kitzbühel      | 01:48:53 | [ 2 ]                                                                                       |
| 5. Juli 2009  | 24   | ETU Triathlon European Championships | Rijssen-Holten | 01:47:07 | auf der olympischen Distanz (1,5 km Schwimmen, 40 km Radfahren und 10 km Laufen)            |
| 7. Sep. 2008  | 7    | Ironman 70.3 Monaco                  | Monaco         | 04:20:52 |                                                                                             |
| 10. Mai 2008  | 29   | ETU Triathlon European Championships | Lissabon       | 01:57:09 |                                                                                             |
| 27. Mai 2006  | 1    | ETU Triathlon European Cup           | Portoroz       | 01:45:34 |                                                                                             |
| 21. Mai 2006  | 2    | ETU Triathlon Premium European Cup   | Sanremo        | 02:02:48 |                                                                                             |
| 13. Mai 2006  | 1    | Kalterer See Triathlon               | Kalterer See   | 01:56:28 | [ 5 ]                                                                                       |
| 21. Aug. 2005 | 7    | ETU Triathlon European Championships | Lausanne       | 01:56:40 | Europameisterschaft                                                                         |
| 18. Apr. 2004 | 46   | ETU Triathlon European Championships | Valencia       | 01:51:22 | Europameisterschaft                                                                         |
| 26. Juli 2003 | 2    | ETU Triathlon European Cup           | Schliersee     | 02:03:04 | beim Alpen-Triathlon hinter dem Spanier Hektor Llanos und vor dem Deutschen Faris Al-Sultan |
| 21. Juni 2003 | 16   | ETU Triathlon European Championships | Karlsbad       | 01:58:21 | Europameisterschaft auf der Kurzdistanz                                                     |